# Acroteriobatus
Acroteriobatus ist eine Rochengattung aus der Gruppe der Geigenrochen, die im südöstlichen Atlantik an den Küsten von Namibia und der Westküste Südafrikas und im westlichen und nördlichen Indischen Ozean von Südafrika bis Indien und Sri Lanka vorkommt. Die Fische leben dort in Tiefen bis zu 370 Metern, meist aber nicht tiefer als 185 Meter.

## Merkmale
Acroteriobatus-Arten werden 60 bis maximal 140 cm lang. Die Rückenseite ist je nach Art einfarbig oder mit Flecken oder Punkten gemustert; die Bauchseite hell und ohne Musterung abgesehen von einer farbig abgesetzten Unterkieferspitze bei einigen Arten. Von anderen Geigenrochengattungen, sowie von Pseudobatos und Rhinobatos, den zwei anderen Gattungen der Familie Rhinobatidae, unterscheidet sich Acroteriobatus vor allem durch die Kopfform, die Morphologie der Rostralknorpel und die Morphologie der Maul- und Nasenregion. Der Kopf der Acroteriobatus-Arten ist zugespitzt, hinten aber breit. Die Rostralknorpel stehen weit auseinander und sind in ihrer Mitte etwas schmaler als an den Enden.  Die Nasenöffnungen sind deutlich länger als der Abstand zwischen ihnen. Die zweilappigen Hautlappen an den vorderen Nasenöffnungen sind nicht zu einem Nasenvorhang verwachsen. Die hinteren Nasenöffnungen stehen leicht schräg zu den vorderen Öffnungen, sind schmal und länglich. Das Maul ist gerade. Die Zähne stehen eng zusammen, sind kurz, mit stumpf gerundeten Höckern. Die zwei Rückenflossen sind etwa gleich hoch und ähnlich geformt.

## Arten
Es gibt gegenwärtig (2022) zehn Arten:
- Acroteriobatus andysabini Weigmann et al., 2021
- Acroteriobatus annulatus (Müller & Henle, 1841)
- Acroteriobatus blochii (Müller & Henle, 1841)
- Acroteriobatus leucospilus (Norman, 1926)
- Acroteriobatus ocellatus (Norman, 1926)
- Acroteriobatus omanensis Last et al., 2016
- Acroteriobatus salalah (Randall & Compagno, 1995)
- Acroteriobatus stehmanni Weigmann et al., 2021
- Acroteriobatus variegatus (Nair & Lal Mohan, 1973)
- Acroteriobatus zanzibarensis (Norman, 1926)